# بيلي بوردمان
بيلي بوردمان (بالإنجليزية: Billy Boardman)‏ (14 أكتوبر 1895 في المملكة المتحدة - 1968 في المملكة المتحدة) هو لاعب كرة قدم بريطاني (وحمل سابقاً جنسية المملكة المتحدة لبريطانيا العظمى وأيرلندا) في مركز الهجوم. لعب مع ليدز يونايتد ونادي دونكاستر روفرز ونادي كرو ألكساندرا ونادي تشستر سيتي وEccles United F.C. ‏.